# Balthasar Kaltner
Balthasar Kaltner (ur. 12 kwietnia 1844 w Goldegg im Pongau, zm. 8 lipca 1918 w Salzburgu) – austriacki duchowny katolicki, biskup pomocniczy Salzburga 1901–1910, biskup diecezjalny Gurk 1910–1914 i arcybiskup Salzburga 1914–1918.

## Życiorys
Święcenia kapłańskie otrzymał 26 lipca 1868.
15 kwietnia 1901 papież Leon XIII mianował go biskupem pomocniczym Salzburga. 12 maja 1901 z rąk arcybiskupa Johannesa Katschthalera przyjął sakrę biskupią. 
3 listopada 1910 papież Pius X mianował go biskupem diecezjalnym Gurk. 2 kwietnia 1914 objął obowiązki arcybiskupa Salzburga. Funkcję sprawował aż do śmierci.